# Stazione di Ceriale
La stazione di Ceriale è una fermata ferroviaria a servizio del comune di Ceriale sulla linea ferroviaria Genova-Ventimiglia.

## Storia

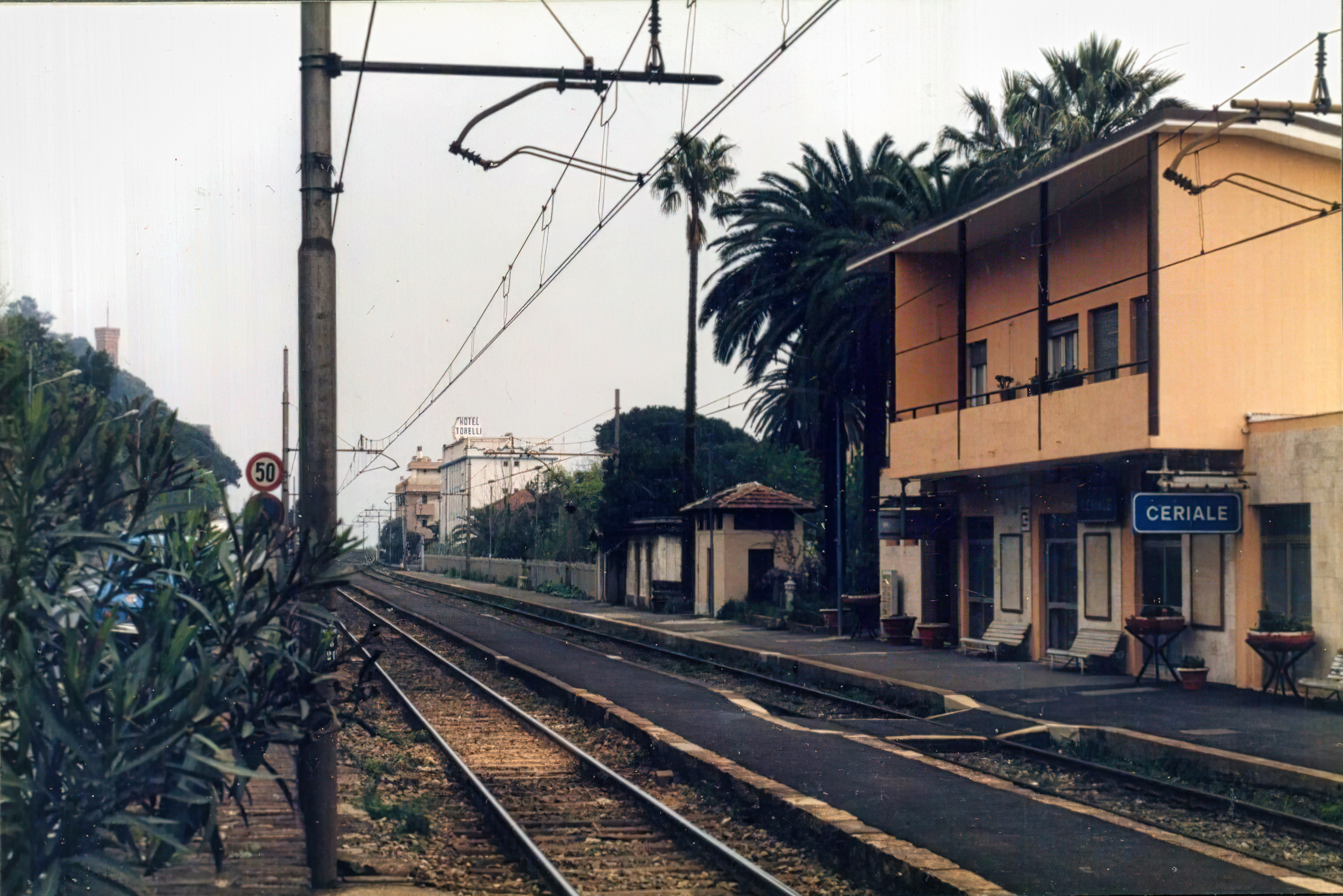
Interno della stazione negli anni '80

## Struttura e impianti
Il fabbricato viaggiatori ha un'architettura moderna e un tetto spiovente, si sviluppa su due livelli: il primo piano è un'abitazione privata mentre il piano terra ospita i servizi per i viaggiatori e l'ufficio movimento (chiuso nel 2015 con l'attivazione del blocco conta assi tra Albenga e Loano).
Accanto al fabbricato viaggiatori è presente un altro corpo a un solo piano che ospita la cabina elettrica della stazione mentre verso l'estremità ovest della banchina del binario 1 è ubicato il fabbricato che ospitava i servizi igienici, poi chiuso e murato.
Il piazzale si compone di due binari passanti: il binario 1 viene usato per i treni in direzione Ventimiglia mentre al binario 2 fermano i treni in direzione Genova e Torino. Tutti i binari sono serviti da banchina e collegati fra loro da un sottopassaggio.

## Movimento
Il servizio viaggiatori è esclusivamente di tipo regionale. Il servizio è espletato per conto della Regione Liguria da Trenitalia, controllata del gruppo Ferrovie dello Stato Italiane.
I treni che effettuano servizio presso questa stazione sono circa ventotto. Le loro principali destinazioni sono: Ventimiglia, Savona, Genova Brignole e durante le fasce pendolari sono disponibili collegamenti per Torino Porta Nuova.

## Servizi
La gestione della località è affidata a Rete Ferroviaria Italiana, controllata del gruppo Ferrovie dello Stato Italiane, che la classifica di categoria bronze.
Dispone dei seguenti servizi:
- Biglietteria automatica
- Sala d'attesa
- Servizi igienici